# BGM-109G GLCM
Крилата ракета наземного базування (англ. Ground Launched Cruise Missile, GLCM), (офіційна назва BGM-109G Gryphon) — крилата ракета наземного базування, розроблена ВПС США в останнє десятиліття холодної війни та знята з озброєння згідно з Договором про РСМД.

## Опис
BGM-109G була розроблена як протидія мобільним ядерним ракетам IRBM (SS-20 Sabre), розгорнутим Радянським Союзом у країнах Східного блоку Європи. GLCM і Pershing II армії США, можливо, були стимулами, які підштовхнули радянську готовність підписати Договір про ліквідацію ракет середньої і меншої дальності (Договір про ліквідацію ракет середньої і меншої дальності) і таким чином, можливо, зменшили загрозу ядерних воєн у Європі. GLCM також є загальним терміном для будь-якої крилатої ракети наземного базування. Лише одну сучасну крилату ракету в тактичній ролі, назва GLCM закріпилася. GLCM був створений General Dynamics.

## Історія
Крилата ракета звичайної конфігурації BGM-109 була, по суті, невеликою безпілотною літальною машиною, що приводилася в дію турбовентиляторним двигуном. На відміну від балістичних ракет, цільова точка яких зазвичай визначається гравітаційними траєкторіями, крилата ракета здатна виконувати складні маневри в повітрі та виконувати польоти за заданими планами. Крім того, вона літає на набагато менших висотах, ніж балістична ракета, зазвичай з планом польоту, що відповідає місцевості. Компромісом для цього польоту з низькою спостережливістю є час удару. Крилаті ракети рухаються набагато повільніше, ніж балістична зброя, і GLCM були типові у цьому відношенні.

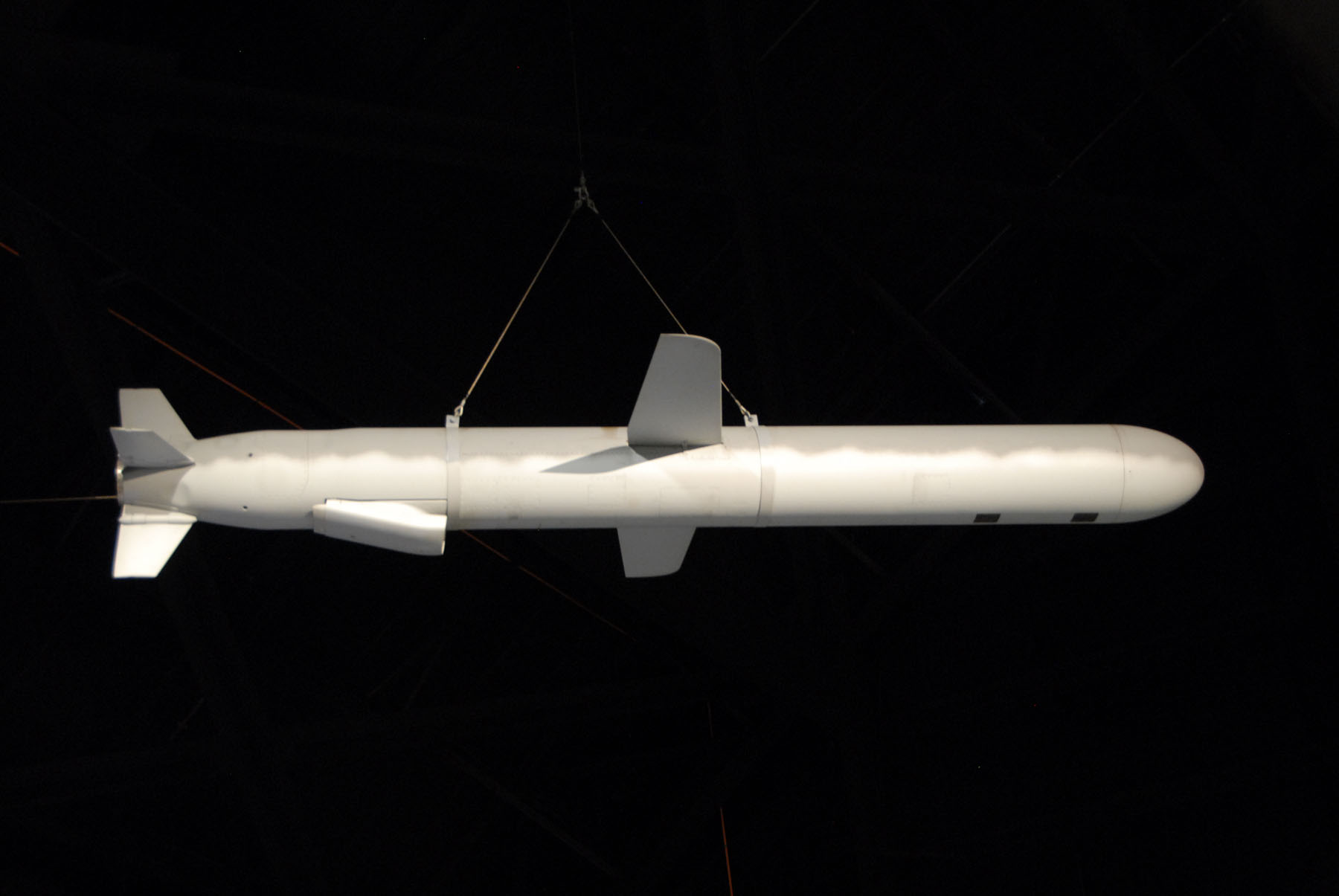
BGM-109G на виставці в Національному музеї ВПС США

GLCM була розроблена як наземний варіант крилатої ракети «Tomahawk», що використовується ВМС США (разом з нерозвиненою версією повітряного базування, ракетою «повітря-поверхня» середньої дальності (MRASM)). На відміну від інших варіантів «Томагавк», GLCM мав лише термоядерну боєголовку W84 ; звичайних можливостей не було. Боєголовка W84 — це зброя змінної потужності 0,2–150 кт. Ця потужність контрастує з потужністю боєголовки W80, знайденої на інших версіях Tomahawk і на ALCM, з якої було створено W84, яка має вибрану потужність 5 або 150 кт. Офіційна дальність досяжності зброї становила 2,780 км. Як і інші американські крилаті ракети цього періоду, мала точність після польоту понад 2000 км приблизно 30 метрів. Ракета була повністю дозвуковою, приводилася в дію турбовентиляторним двигуном з ракетним прискорювачем, що допомагав при запуску.

## Дивись також
- BGM-109 Tomahawk